# أربعين (ممثل)
أربعين هو منتج أسطوانات وكاتب أغاني وموسيقي وملحن وممثل كندي، ولد في 31 مارس 1982 بتورونتو في كندا.

## وصلات خارجية
- أربعين على موقع IMDb (الإنجليزية)
- أربعين على موقع ميوزك برينز (الإنجليزية)
- أربعين على موقع أول ميوزيك (الإنجليزية)
- أربعين على موقع أول ميوزيك (الإنجليزية)
- أربعين على موقع ديسكوغز (الإنجليزية)
- أربعين على موقع ديسكوغز (الإنجليزية)
- أربعين على موقع قاعدة بيانات الفيلم (الإنجليزية)